# Marquesado de Menas Albas
El marquesado de Menas Albas es un título nobiliario español creado  el 5 de marzo de 1666 por el rey Carlos II en favor de Juan Francisco Pacheco y Fernández de Velasco, III conde de la Puebla de Montalbán, para los primogénitos de su casa.
Este título fue rehabilitado por el rey Alfonso XIII en 1922 a favor de María de las Mercedes de Martorell y Téllez-Girón, hija de Ricardo Martorell y de Fivaller, V duque de Almenara Alta, V marqués de Albranca, y de su esposa Ángela María Téllez-Girón y Fernández de Córdoba.
Su denominación hace referencia a la localidad de Menasalbas, en la actual provincia de Toledo.

## Marqueses de Menas Albas
|                               | Titular                                                    | Periodo                |
| Creación por Carlos II        | Creación por Carlos II                                     | Creación por Carlos II |
| ----------------------------- | ---------------------------------------------------------- | ---------------------- |
| I                             | Juan Francisco Pacheco Téllez-Girón y Fernández de Velasco | 1666-1718              |
| Rehabilitado por Alfonso XIII |                                                            |                        |
| II                            | María de las Mercedes de Martorell y Téllez-Girón          | 1922-¿?                |
| III                           | Ricardo de Squella y Martorell                             | 1982-1993              |
| IV                            | María de las Mercedes de Squella y Duque de Estrada        | 1994-hoy               |

## Historia de los marqueses de Menas Albas
- Juan Francisco de Pacheco Téllez-Girón y Velasco (Madrid, 8 de junio de 1649-Viena, 25 de agosto de 1718), I marqués de Menas Albas, III conde de la Puebla de Montalbán, XI señor de Galves y Jumela, señor de San Martín, familiar del Santo Oficio de la inquisición de Toledo, tesorero perpetuo de las reales casas de moneda de Madrid, gentilhombre de cámara del rey Carlos II, gobernador de Galicia (1682-1685), virrey de Sicilia (1687-1696), embajador en Roma y del Consejo de Estado y plenipotenciario de Felipe V, capitán de la compañía española de los guardias de corps, presidente de OO.MM, el Supremo Consejo de Indias, caballero del Santo Espíritu.[4][5]

Casó el 16 de julio de 1677, en Madrid, con Isabel María de Sandoval y Girón (1653-1711), IV duquesa de Uceda, IV marquesa de Belmonte.
Rehabilitado el 13 de febrero de 1922, por el rey Alfonso XIII, en favor de:
- María de las Mercedes Martorell y Téllez-Girón (n. 27 de septiembre de 1895), II marquesa de Menas Albas, dama de la Real Maestranza de Valencia.[3][2]

Casó con Gabriel Squella y Rossiñol de Zagranada. Le sucedió, en 1982, su hijo:
- Ricardo de Squella y Martorell (1927-1993), III marqués de Menas Albas, XII marqués de Terranova.[3]

Casó con Consuelo Duque de Estrada y Martorell. El 8 de noviembre de 1994 le sucedió su hija:
- María de las Mercedes de Squella y Duque de Estrada, IV marquesa de Menas Albas.[3]

Casó con Ignacio Gil-Robles y Gil-Delgado.[cita requerida]